# Rudka, Demîdivka
Rudka (în ucraineană Рудка) este un sat în comuna Kalînivka din raionul Demîdivka, regiunea Rivne, Ucraina.

## Demografie
Componența lingvistică a localității Rudka
     Ucraineană (99,18%)
     Alte limbi (0,82%)
Conform recensământului din 2001, majoritatea populației localității Rudka era vorbitoare de ucraineană (99,18%), existând în minoritate și vorbitori de alte limbi.